# ほんだありま
ほんだ ありまは、日本の漫画家。主に成年誌、少年誌等で作品を執筆している。一般誌ではラブコメ作品が多い。

## 作品概要
ハミ＋コン！
テレビゲームを扱った作品
bee-be-beat it! びーびーびーといっと!- 天神学園浪漫あるばむ -
ドラゴンエイジピュア及びドラゴンエイジにて同時連載されていた小説『bee-be-beat it!』のコミカライズ版
侵スベカラズ!!純血特区!
獣化した人類が跋扈する未来の世界で繰り広げられる遺伝子を巡るドタバタコメディ
もりあげ7
ご当地アイドルものエロコメ

## 作品リスト

### 単行本
- オトメ御開帳 フランス書院  2005年9月 発行　ISBN 9784829678862
- 運んでニャンコ！ 双葉社  2007年3月 発行　ISBN 9784575833430
- ハミ＋コン！ メディアワークス  2007年8月 発行　ISBN 9784840240116
- Bee-be-beat it! びーびーびーといっと! -天神学園浪漫あるばむ- 全3巻 富士見書房
  1. 2008年12月 発行 ISBN 9784047125834
  2. 2009年8月 発行 ISBN 9784047126237
  3. 2010年3月 発行 ISBN 9784047126558
- 侵スベカラズ!!純血特区! 全5巻 双葉社
  1. 2010年10月 発行 ISBN 9784575838220
  2. 2011年4月 発行 ISBN 9784575838947
  3. 2011年10月 発行 ISBN 9784575839753
  4. 2012年5月 発行 ISBN 9784575840711
  5. 2012年9月 発行 ISBN 9784575841299
- おしごと天国 エンジェル出版 発行 ISBN 9784873064826
- もりあげ7 全2巻 エンジェル出版
  1. 2013年1月 発行 ISBN 9784873064819
  2. 2013年9月 発行 ISBN 9784873065267
- マジメ彼女 全3巻 双葉社
  1. 2013年5月 発行 ISBN 9784575842265
  2. 2013年11月 発行 ISBN 9784575843095
  3. 2014年4月 発行 ISBN 9784575843866
- 人妻結び エンジェル出版 2014年9月 発行 ISBN 9784873065991
- 3姉妹のオモチャ エンジェル出版 2015年7月 ISBN 9784873066530
- 僕が芸能3姉妹の性奴隷になった結果 3姉妹のオモチャ2 エンジェル出版 2016年6月 発行 ISBN 9784873067131
- ふしだらシェアハウス エンジェル出版 2017年4月 発行 ISBN 9784873067599